# Thérésa Tallien
Thérésa Cabarrus (Juana María Ignazia Teresa de Cabarrús y Galabert), även känd som Madame Tallien eller Thérésa Tallien, född 31 juli 1773 i Madrid, död 15 januari 1835, var en fransk salongsvärd, adelsdam och politisk aktör, känd i Frankrike som en symbolgestalt för skräckväldets slut under namnet "Notre Dame du Thermidor". Hon var även känd för sina kärleksförhållanden.

## Biografi
Thérésa Tallien var dotter till den franske finansiären François Cabarrus och fransyskan María Antonia Galabert, som levde i Spanien, där fadern hade grundat en bank som skulle komma att bli den kungliga spanska banken; fadern adlades till greve av den spanske monarken 1789 och blev senare finansminister åt Josef Bonaparte under dennas tid som spansk monark. Theresa uppfostrades från 1778 i kloster i Frankrike. Hon hade en kärleksrelation med författaren Alexandre de Laborde men blev 1788 bortgift med markis Jean Jacques Devin de Fontenay (1762–1817) för att förbättra faderns affärskontakter i Frankrike. Hon presenterades vid både det franska och det spanska hovet och fick en son vars far troligen var brodern till politikern Louis-Michel le Peletier.
Vid franska revolutionens utbrott flydde maken utomlands och Theresa tog 1791 ut skilsmässa, återtog sitt eget namn och flyttade till Bordeaux. Hon arresterades i egenskap av före detta hustru till en emigrant, men frigavs tack vare sitt förhållande med politikern Jean-Lambert Tallien, och kunde med hjälp av sitt inflytande över honom rädda många liv under skräckväldet 1793–1794. Hon följde honom tillbaka till Paris, men blev där fängslad av Robespierre och lärde då känna Josephine de Beauharnais i fängelset. Hon gifte sig samtidigt med Tallien. Hennes man deltog i störtandet av Robespierre, och den 9 thermidor (27 juli) 1794 kunde han frige henne ur fängelset - han frigav strax därefter även Josephine de Beauharnais. Theresa var känd för sitt förmildrande inflytande över maken och kallades Notre Dame du Thermidor, "Vår Thermidor-dam", tack vare de liv hon lyckades rädda under Thermidorkrisen.
Thérésa Tallien blev tillsammans med Fortunée Hamelin och Josephine de Beauharnais direktoirtidens modeikon och hennes salong ett centrum för Paris sällskapsliv. Hon och Tallien skilde sig 1802, och efter en kort flirt med Napoleon I och ett förhållande med politikern Paul Barras och sedan med miljonären Gabriel-Julien Ouvrard gifte hon sig 1805 med François-Joseph-Philippe de Riquet, greve de Caraman och prins de Chimay. Hon delade sedan sitt liv mellan Paris och Chimays egendomar i nuvarande Belgien.
Thérésa Tallien var en av sin tids mest berömda kvinnor, och hon orsakade folkstockningar då hon visade sig i Paris. Efter sitt sista äktenskap tyckte hon illa om sin berömmelse och ville bara leva ett konventionellt liv som medlem av adeln. Hon höll ett litet hov i Chimay, dit paret bjöd Daniel Auber, Rodolphe Kreutzer, Luigi Cherubini, Charles de Bériot och Maria Malibran och där Cherubini ska ha komponerat Mass in fa. Hon fick tio barn med många olika fäder under sina olika förhållanden och äktenskap.